# 워드 본드
워드 본드(Ward Bond, 1903년 4월 9일 ~ 1960년 11월 5일)는 미국의 배우, 영화배우, 텔레비전 배우이다. 출연한 작품 중 영화 《감독 존 포드》를 제외한 전 작품이 생전 당시 직접 참여한 작품이다.

## 영화
- 감독 존 포드 (1971년) - [자료화면] 역
- 리오 브라보 (1959년)
- 독수리의 날개 (1957년)
- 수색자 (1956년)
- 미스터 로버츠 (1955년)
- 웨스트 포인트 (1955년)
- 쟈니기타 (1954년)
- 혼도 (1953년)
- 어둠 속에서 (1952년)
- 말 없는 사나이 (1952년)
- 온리 더 밸리연트 (1951년)
- 라이딩 하이 (1950년)
- 웨곤 마스터 (1950년)
- 쓰리 가드파더 (1948년)
- 잔 다르크 (1948년)
- 아파치요새 (1948년)
- 도망자 (1947년)
- 정복되지 않는 사람들 (1947년)
- 캐년 패시지 (1946년)
- 멋진 인생 (1946년) - 버트 역
- 황야의 결투 (1946년)
- 데이 워 익스펜더블 (1945년)
- 다고타 (1945년)
- 홈 인 인디아나 (1944년)
- 당당하게 (1944년)
- 헬로우 프리스코, 헬로우 (1943년)
- 조라는 이름의 사나이 (1943년)
- 신 타운 (1942년)
- 웨스트 포인트에서 온 열 명의 신사 (1942년)
- 인 디스 아워 라이프 (1942년)
- 철완 짐 (1942년)
- 닥터스 돈 텔 (1941년)
- 맨파워 (1941년)
- 토바코 로드 (1941년)
- 셰퍼드 오브 더 힐 (1941년)
- 늪지의 물 (1941년)
- 요크 상사 (1941년)
- 말타의 매 (1941년)
- 버지니아 시티 (1940년)
- 머나먼 항해 (1940년)
- 분노의 포도 (1940년)
- 나치 스파이의 고백 (1939년)
- 닷지 시티 (1939년)
- 링컨 (1939년)
- 프랑켄슈타인 3 - 프랑켄슈타인의 아들 (1939년)
- 또다른 세계의 창조 (1939년)
- 모호크족의 북소리 (1939년)
- 바람과 함께 사라지다 (1939년)
- 고잉 프레이스 (1938년)
- 서브마린 패트롤 (1938년)
- 마르코 폴로의 모험 (1938년)
- 아이 양육 (1938년)
- 대뉴욕 (1938년)
- 토퍼 (1937년)
- 출입 금지 (1937년)
- 단 한 번뿐인 인생 (1937년)
- 분노 (1936년)
- 아이 파운드 스텔라 패리시 (1935년)
- 리틀 빅 샷 (1935년)
- 고 인투 유어 댄스 (1935년)
- 밀고자 (1935년)
- 폼페이 최후의 날 (1935년)
- 체인드 (1934년)
- 하루 동안의 숙녀 (1933년)
- 오버 더 힐 (1931년)
- 코네티컷 양키 (1931년)
- 무모한 천성 (1930년)
- 교도소로 가다 (1930년)
- 소 디스 이즈 칼리지 (1929년)